# ¡DibuCómics!
DibuCómics! fue una revista de cómic dirigida a un público infantil y preadolescente, de periodicidad mensual, editada por Norma Editorial en 2001. Surgida a raíz del éxito de "¡Dibus!", pero centrada en la historieta y no en medios anejos, su primer número, el 0, se entregó con su hermana mayor, alcanzando sólo cinco entregas más.

## Contenido
| Años | Números | Título               | Autoría |
| ---- | ------- | -------------------- | ------- |
| 2001 | 0-      | La tribu de Quelkabe | Calo    |
| 2002 |         | Supertron            | Jan     |

## Valoración
En el momento de su lanzamiento, los profesionales del cómic españoles esperaban que ¡DibuCómics! fuera un paso adelante en la recuperación del cómic infantil.